# Roboz Zsuzsa
Roboz Zsuzsa, általában Roboz Zsuzsi néven ismert (Budapest, 1939. augusztus 15. [vagy 1934?] – London, 2012. június 11.) magyarországi születésű angliai festőművész.

## Pályafutása
Apja, Roboz Imre színházigazgató a holokauszt áldozataként halt meg Budapesten. Roboz Zsuzsi még gyermekként, 1947-ben elhagyta Magyarországot és Angliába érkezett. Attól kezdve külföldön élt. Földes Lajos, a Paramount filmstúdió magyarországi fiókjának igazgatója neveltette, aki Roboz Imre nővérét, Roboz Ilonát vette feleségül.
1954-ben elvégezte a londoni Royal Academy Scool of Art-t (a Királyi Művészeti Akadémia művészeti iskoláját). A következő két évben Firenzében Pietro Annigoni mester tanítványa volt. 1957-ben elnyerte a Királyi Művészeti Akadémia díját. Első önálló kiállítása 1960-ban nyílt meg Londonban. Elsősorban realista stílusú portréi, színészeket, balett-táncosokat, zenészeket ábrázoló képei nevezetesek. Néhány művét a Szépművészeti Múzeum őrzi.
1991-ben apja emlékére a Vígszínházban Roboz Imre Művészeti Emlékdíjat hozott létre. A díjat első alkalommal Horvai István, később számos kiváló színész és vezető rendező vehette át.

## Kiállításai
- Több egyéni kiállítása volt Londonban
- 1962, 1968: Párizs
- 1980: Brüsszel
- 1982: Boston
- 1985: Budapest, Erkel Színház
- 1988: Budapest, Vigadó Galéria
- 1989: New York.

Kiállított a Tisztelet a szülőföldnek címen megrendezett, külföldön élő magyar származású művészek második kiállításán (Budapest, Műcsarnok, 1982).